# Ochthoeca fumicolor
Falso-chasco-de-dorso-castanho ou pitajo-de-dorso-castanho (Ochthoeca fumicolor) é uma espécie de ave da família Tyrannidae.
Pode ser encontrada nos seguintes países: Bolívia, Colômbia, Equador, Peru e Venezuela.
Os seus habitats naturais são: regiões subtropicais ou tropicais húmidas de alta altitude, campos de altitude subtropicais ou tropicais e florestas secundárias altamente degradadas.